# Gołąbek (województwo kujawsko-pomorskie)
Gołąbek (niem. Taubenflieβ) – osada borowiacka w Polsce położona w województwie kujawsko-pomorskim, w powiecie tucholskim, w gminie Cekcyn.
W latach 1975–1998 miejscowość należała administracyjnie do województwa bydgoskiego.
Gołąbek jest siedzibą Nadleśnictwa Tuchola.
Atrakcje turystyczne wsi:
- ścieżka przyrodniczo-dydaktyczna Jelenia Wyspa w rezerwacie Bagna nad Stążką[4],
- park dendrologiczny, gdzie na obszarze 2,6 ha przylegających do powstałego w 1982 zbiornika wodnego obejrzeć można 150 gatunków i odmian drzew i krzewów,
- Ławeczka Ani upamiętniająca postać Anny Wedel-Sali, leśnika, lokalnej edukatorki przyrodniczej i przewodniczki po Borach Tucholskich[5].